# Aleksej Kiselëv (giocatore di calcio a 5)
Aleksej Alekseevič Kiselëv (in russo Алексей Алексеевич Киселёв?; 1º ottobre 1969) è un ex giocatore di calcio a 5 russo.

## Carriera
Come massimo riconoscimento in carriera vanta la partecipazione all'European Futsal Tournament 1996 in cui la Russia ha guadagnato l'argento, battuta in finale dalla Spagna. Successivamente, gioca il FIFA Futsal World Championship 1996 concluso dai russi al terzo posto.